# Melkerij Sint-Laurentius
De Melkerij Sint-Laurentius, heden bekend als De Oude Melkerij, was een melkverwerkend bedrijf gelegen aan de Leemweg in de Belgisch gemeente Sint-Laureins.
Deze melkerij werd opgericht in 1936 door V. Moens en M. Buyck, aanvankelijk in een voormalige bedrijfspand aan de Dorpsstraat. Pas in 1940 kwamen ze zich vestigen aan de huidige Leemweg. In de jaren 60 kwam de fusie met Comelco uit Aalter en werd er tot 1969 alleen nog kaas geproduceerd. Tijdens de beste jaren werkten er 14 mensen.

## Multifunctioneel
Het gebouw werd rond de laatste eeuwwisseling gerenoveerd en doet nu onder meer dienst als Plattelandscentrum Meetjesland vzw. Een organisatie die een aantal educatieve, recreatieve en culturele activiteiten organiseert, coördineert en propageert. Het centrum is een samenwerking tussen de gemeente Sint-Laureins, Landelijke Gilden vzw en Plattelandsklassen vzw.
Ook de lokale bibliotheek en het Jeugdhuis Opsenter zijn er gevestigd, de lokalen staan ook ter beschikking van andere verenigingen.